# Liv Alsterlund
Liv Theres Alsterlund, född 8 juni 1971 i Danderyd, är en svensk före detta skådespelare, mest känd för rollen som Lisabet i filmatiseringen av Astrid Lindgrens Madicken. 1999 medverkade hon i Tiggarens opera med bland andra Magnus Uggla.
Alsterlund har gått en mediautbildning vid Stockholms universitet, där hon arbetade som IKT-pedagog 2018.

## Filmografi
- 1979 – Madicken (TV-serie)
- 1979 – Du är inte klok, Madicken
- 1980 – Madicken på Junibacken
- 1980 – Mannen som blev miljonär
- 1982 – En flicka på halsen
- 1982 – Ett hjärta av guld
- 1985 – Vägen till Gyllenblå
- 1991 – Ett paradis utan biljard
- 1992 – Svart Lucia
- 1994 – Rapport till himlen (TV-serie)

## Teater

### Roller
| År   | Produktion        | Upphovsmän                                             | Regi              | Teater      |
| ---- | ----------------- | ------------------------------------------------------ | ----------------- | ----------- |
| 1997 | Dansare           | Cabaret John Kander, Fred Ebb, Joe Masteroff           | Åsa Kalmér        | Parkteatern |
| 1997 | Fredrika Armfeldt | Sommarnattens leende Stephen Sondheim och Hugh Wheeler | Benny Fredriksson | Riksteatern |